# 灵克宾基督教文科中学
灵克宾基督教文科中学（丹麦语：Det Kristne Gymnasium, 简称：KG) 是一所私立的文科中学。学校位于丹麦西部的灵克宾城，离北海仅10公里。
学校除了是个普通的文科中学，还含有宿舍。一般学校大概含160名学生，其中130名住在宿舍里。